# Andreï Desyatnikov
Andreï Valerievitch Desyatnikov (en russe : Андрей Валерьевич Десятников), le 4 mai 1994, à Vladivostok, en Russie, est un joueur russe de basket-ball. Il évolue au poste de pivot.

## Biographie
En juillet 2019, Desyatnikov part jouer au BC Khimki Moscou avec lequel il signe un contrat de deux ans.